# Pallavolo ai II Giochi della Lusofonia - Torneo maschile
Il torneo maschile di pallavolo ai II Giochi della Lusofonia si è svolto nel luglio 2009 a Lisbona, in Portogallo, durante i II Giochi della Lusofonia. Al torneo hanno partecipato 4 squadre nazionali di stati di lingua portoghese e la vittoria finale è andata per la seconda volta consecutiva al Portogallo.

## Squadre partecipanti
- Capo Verde
- India
- Macao
- Portogallo

## Fase unica

### Finali 1º e 3º posto
|  | Semifinali | Semifinali | Semifinali |       |            | Finale 1º/2º posto | Finale 1º/2º posto | Finale 1º/2º posto |  |
|  |            |            |            |       |            |                    |                    |                    |  |
|  | Capo Verde | Capo Verde | 1          |       |            |                    |                    |                    |  |
|  | Capo Verde | Capo Verde | 1          |       |            |                    |                    |                    |  |
|  | Macao      | Macao      | 3          |       |            |                    |                    |                    |  |
|  | Macao      | Macao      | 3          |       | Portogallo | Portogallo         | 3                  |                    |  |
|  |            |            |            |       | Portogallo | Portogallo         | 3                  |                    |  |
|  |            |            | Macao      | Macao | 0          |                    |                    |                    |  |
|  | India      | India      | Macao      | Macao | 0          | 0                  |                    |                    |  |
|  | India      | India      |            |       |            | 0                  |                    |                    |  |
|  | Portogallo | Portogallo | 3          |       |            | Finale 3º/4º posto | Finale 3º/4º posto | Finale 3º/4º posto |  |
|  | Portogallo | Portogallo | 3          |       |            |                    |                    |                    |  |
|  |            |            |            |       |            |                    |                    |                    |  |
|  |            |            |            |       |            | India              | India              | 1                  |  |
|  |            |            |            |       |            | India              | India              | 1                  |  |
|  |            |            |            |       |            | Capo Verde         | Capo Verde         | 3                  |  |

## Classifica finale
| Classifica | Squadre    |
| ---------- | ---------- |
|            | Portogallo |
|            | Macao      |
|            | Capo Verde |
| 4          | India      |